# Rückpumpwerk

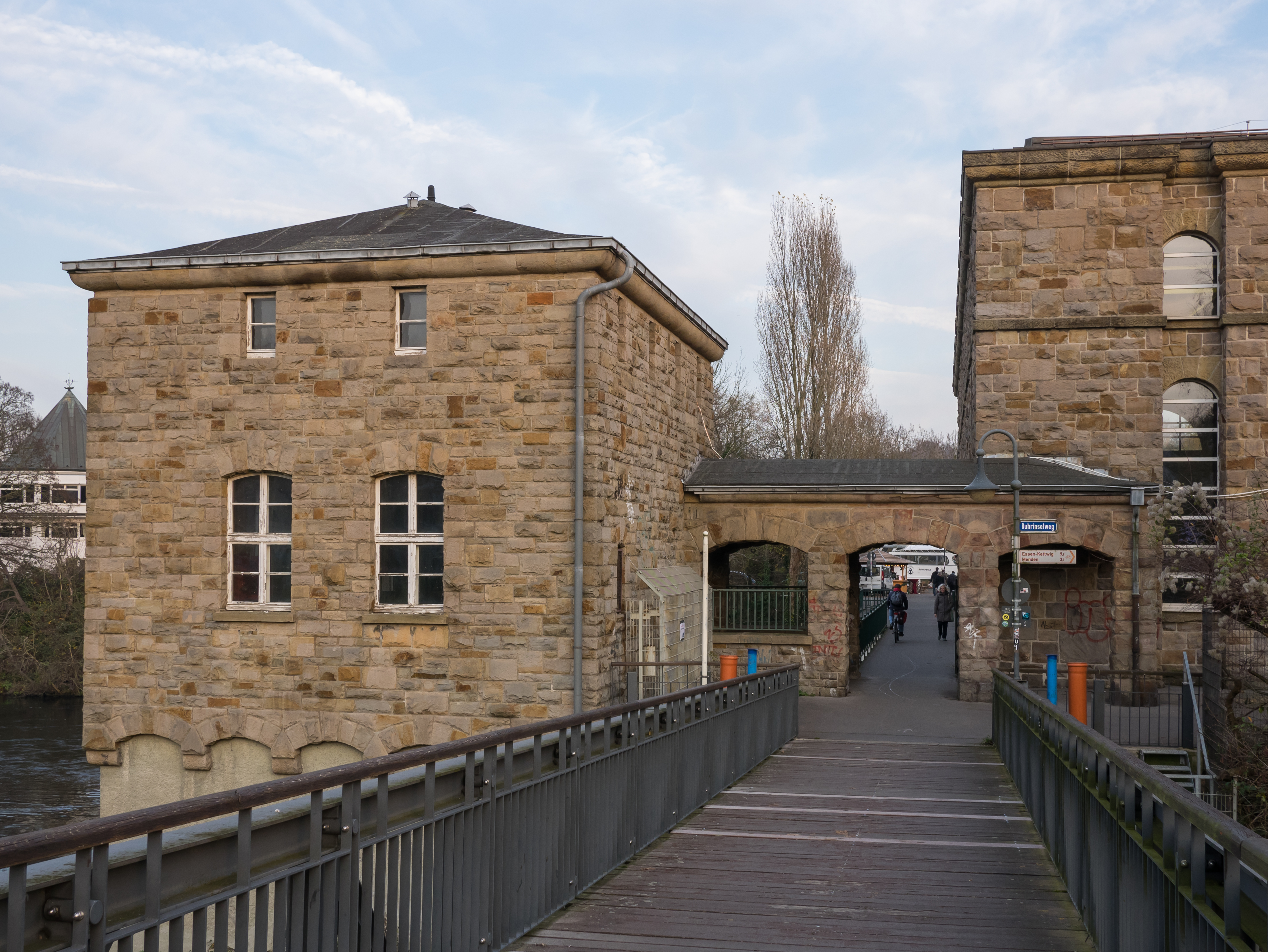
Rückpumpwerk Kahlenberg

Ein Rückpumpwerk ist ein Pumpwerk, das gemäß seines Namens entgegen der „normalen“ Fließrichtung Wasser zurückführt.
Am häufigsten sind Rückpumpwerke an den Schifffahrtskanälen zu finden. Durch den Schleusenverlust wird bei jeder Bergschleusung Wasser aus der oberen Haltung entnommen, um damit die Schleusenkammer zu füllen und die Schiffe zu heben. Umgekehrt wird das Wasser bei einer Talschleusung in die untere Haltung abgelassen. Dadurch besteht die Gefahr einer Überfüllung der unteren Haltung. Dies wird jedoch meistens durch weitere Schleusungen im Unterlauf ausgeglichen bzw. ist bei einer letzten Schleuse an einem Fluss ohne Belang. Das größere Problem entsteht durch das fehlende Wasser in der oberen Haltung, um den notwendigen Wasserstand für die Schifffahrt halten zu können. Besitzt die oberste Haltung (Scheitelhaltung) keinen natürlichen Zufluss muss Wasser aus der unteren Haltung zurückgepumpt werden. An den westdeutschen Kanälen wie beispielsweise dem Rhein-Herne-Kanal oder am Elbe-Seitenkanal befinden sich daher Rückpumpwerke an fast allen Fallstufen. Zur Reduzierung und Begrenzung des Schleusenverlusts werden Sparschleusen gebaut. Zur Sicherstellung der Wasserhaltung in den westdeutschen Kanälen betreibt die Wasserstraßen- und Schifffahrtsverwaltung des Bundes die
Fernsteuerzentrale Wasserversorgung Datteln.
Eine spezielle Form von Rückpumpwerken sind die Pumpspeicherkraftwerke. Dabei wird aus einem Stausee Wasser entnommen und in ein oberhalb liegendes Speicherbecken gepumpt, um bei Bedarf durch Ablassen über die Pumpturbine Strom zu erzeugen.
Der Ruhrverband in Essen hatte viele Jahrzehnte eine Kette mit acht Rückpumpwerken im Unterlauf der Ruhr in Bereitschaft gehalten. Anlass war die starke Wasserentnahme aus der Ruhr zur Trinkwassergewinnung, die schon in den 1920er Jahren zum Problem geworden war. Im Bedarfsfall konnte darüber mit Rheinwasser die Ruhr „rückwärts“ fließen, um bei anhaltendem Trockenwetter und niedrigem Abfluss die Trinkwassergewinnung sicherzustellen. Die Pumpwerke hatten eine Leistung von bis zu 9 m³ Wasser, das bis in den Bereich von Bochum gepumpt werden konnte. Letztmals im Einsatz standen die Pumpen Ende der 1950er Jahre. Seit 2016 ist die Rückpumpkette offiziell stillgelegt und nicht mehr betriebsbereit. Beispielsweise musste am Baldeneysee die Rückpumpturbine zum Einbau des Fischlift entfernt werden.